# Simona Castro

## Carrera
Forma parte de la Selección Chilena de su especialidad desde el año 2001. En el mundial de Melbourne 2005, obtuvo su primera actuación destacada a nivel Senior Internacional, cuando logró el 53.° lugar en el All Around. En el Sudamericano de 2007, se adjudicó medalla de Oro en la especialidad de Suelo. En 2009, se fue a estudiar Administración de Negocios a Estados Unidos en la Universidad de Denver, donde también formó parte del equipo de gimnasia.
En el Campeonato Sudamericano de Gimnasia Artística de 2011, obtuvo una medalla de Plata en Viga de equilibrio. Ese mismo año, en Tokio, logró el 76.° lugar, creando así la plaza para Chile en el Preolímpico y destacándose así como la mejor participación a nivel Mundial de la Gimnasia Artística Femenina. En el Campeonato Panamericano de 2012, realizado en Medellín, Colombia, obtuvo medalla de bronce en la prueba de viga de equilibrio. 
El 11 de enero de 2012, logró el 24º lugar en el preolímpico realizado en Londres, por lo que clasificó a los Juegos Olímpicos de Londres 2012. Finalizó su participación en Londres en la 43.° ubicación del All Around.
Castro participó en los Juegos Sudamericanos de Santiago 2014, donde obtuvo medalla de plata en All Around y medalla de oro en la viga de equilibrio, con un puntaje de 13 000. En 2015 participó en el Mundial de Gimnasia en Glasgow, Escocia, en donde nuevamente creó la plaza para Chile en el Preolímpico de Brasil. En abril de 2016, Castro clasificó a los Juegos Olímpicos de Río de Janeiro 2016, siendo ésta su séptima participación olímpica.